# Eulecanium transvittatum
Eulecanium transvittatum är en insektsart som först beskrevs av Green 1917.  Eulecanium transvittatum ingår i släktet Eulecanium och familjen skålsköldlöss. Inga underarter finns listade i Catalogue of Life.